# Charillos
Charillos (altgriechisch Χάριλλος Chárillos) oder Charilaos (Χαρίλαος Charílaos = ‚Zuneigung des Volkes‘) war ein König des antiken Sparta aus dem Haus der Eurypontiden. Nach Dionysios von Halikarnassos hieß er nicht Charillos, sondern Eunomos.

## Überlieferung
In der bei Herodot überlieferten älteren Liste der spartanischen Könige ist er der Sohn seines Vorgängers Eunomos und der Vater seines Nachfolgers Nikandros. Diodor, der Apollodor als Grundlage verwendete, setzt ihn auch zwischen Eunomos und Nikandros und ordnet ihm 60 Regierungsjahre zu. Nach Sosibios regierte er 64 Jahre und setzt die Schaffenszeit des Dichters Homer in sein achtes Regierungsjahr. Man vermutet, dass Eunomos erst später in die Königsliste eingefügt wurde, um den Gesetzgeber Lykurg mit den Eurypontiden zu verbinden, und dass Charillos, wie von Pausanias und Plutarch angegeben, ursprünglich als der Sohn des Polydektes bezeichnet wurde.
Polydektes soll nur kurz regiert haben, bevor er starb. Da er kinderlos war, sollte die Königswürde auf seinen Bruder Lykurg übergehen. Die Witwe des Polydektes offenbarte Lykurg, dass sie schwanger sei und bereit wäre das Kind abzutreiben, wenn er sie zur Frau nehmen würde. Da Lykurg diesen Gedanken verabscheute, ließ er sie wissen, dass sie keine Arzneimittel nehmen solle, um nicht ihren eigenen Körper zu schädigen und hielt sie so hin. Als die Geburt bevorstand, gab Lykurg den Befehl, dass immer jemand vor Ort sein solle, und wenn die Witwe ein Junge zur Welt bringen würde, sollten sie ihn sofort zu ihm bringen. Nachdem Lykurg acht Monate regiert hatte, wurde ihm, während er mit dem Magistrat beisammen saß, das Baby gebracht. Er stellte ihn als neuen König vor, setzte ihn auf den Thron und gab ihm den Namen Charilaos, weil alle sich darüber freuten. Lykurg nahm als Vormund die Regierungsgeschäfte weiter wahr. Er wurde jedoch verdächtigt, er wolle das Kind umbringen, um selbst den Thron zu besteigen, deshalb verließ er Sparta und kehrte erst wieder zurück als Charillos erwachsen war und Vater eines Nachfolgers war.
Bevor Lykurg nach Sparta zurückkehrte, begab er sich nach Delphi und erhielt vom Orakel von Delphi die Aussage, er sei der Liebling der Götter und eher Gott als Mensch. Mit dieser Auszeichnung begab er sich nach Sparta und gewann genügend Anhänger, die ihm bei der Einführung neuer Gesetze beistanden. Am Tag der Verkündung der neuen Gesetze versammelten sich morgens 30 Anhänger des Lykurg auf dem Marktplatz. Sie waren bewaffnet, um etwaige Gegner abzuschrecken. Charillos vermutete einen Putsch gegen seine Person und flüchtete in den Tempel der Athena Chalkiokos. Da man ihm versicherte, dass ihm kein Leid geschehe verließ er den Tempel wieder. Man gewann ihn und auch seinen Mitkönig Archelaos als Befürworter der neuen Gesetze.
Charillos zerstörte in Gemeinschaft mit seinem Mitkönig Archelaos die Stadt Aigys an der arkadischen Grenze, da man die Aigyten bezichtigte, sie würden gemeinsame Sache mit den Arkadiern betreiben und führte die Einwohner in die Sklaverei. Charillos fiel auch in die Gebiete der Argeier ein und verwüstete die Argolis. Er soll auch die Lakedaimonier, verführt durch einen Orakelspruch, gegen Tegea geführt haben. Die Verteidiger befehligte der Arkadier Polymestor, Sohn des Aiginetes. Auch die tegeatischen Frauen bewaffneten sich und lagerten zunächst unterhalb des Hügels Phylaktris. Als der Kampf in vollem Gange war, rückte das Heer der Frauen an, und die Lakedaimonen ergriffen die Flucht. Die Tegeaten und auch die Frauen setzten nach und man konnte Charillos und einen Teil des spartanischen Heeres gefangen nehmen. Hierbei zeichnete sich besonders Marpessa Choira aus. Die Gefangenen wurde ohne Lösegeldforderung freigelassen, nachdem sie geschworen hatten, Tegea nicht mehr anzugreifen. Dieses Versprechen sollen sie aber später gebrochen haben. Die Frauen opferten ohne Männer dem Ares und teilten auch das Fleisch ihres Opfertiers nicht mit ihnen. In Erinnerung an dieses Sieg wurde auf dem Marktplatz von Tegea eine Statue für Ares Gynaikothoinas (altgriechisch Γυναικοθοίνας = Frauenspeiser) geweiht. Die Fesseln, die die Spartaner trugen, weihte man in den Tempel der Athena Alea. Man vermutet, dass diese Geschichte fälschlich dem Charillos zugeschrieben wurde und sich, wie Herodot schreibt, erst während der Regierung von Leon und Hegesikles zugetragen hatte.

## Zitate von und über Charillos
- Auf die Frage warum Lykurg so wenige Gesetze verfasst hätte, sagte Charillos, dass ein Volk, das sich weniger Worte bediene, auch nicht viele Gesetze brauche.
- Einem Heloten, der sich ungebührend gegen Charillos verhalten hatte, sagt Charillos, dass er diesen umbringen würde, wenn er nicht so wütend wäre.
- Als jemand fragte, warum alle Spartaner lange Haare tragen, sagte er, dass dies der preiswerteste Schmuck sei.
- Auf die Frage, warum Mädchen unverdeckt umherlaufen und Frauen Schleier tragen, antwortete er, dass Mädchen Männer suchen, Frauen ihre Männer jedoch erhalten würden.
- Auf die Frage, wie die beste Staatsverfassung sei, antwortete er, dass die beste Verfassung die meisten Bürger dazu bringen würde, tugendhaft ohne Parteisucht an Wettkämpfen teilzunehmen.
- Warum alle Bildsäulen der Götter in Sparta bewaffnet seien, erklärte er damit, dass es dazu führen sollte, dass man weder eine schändliche Tat, die aus Feigheit begangen wurde, den Göttern zuschreibt, noch das Jünglinge unbewaffnet zu den Göttern beten.[14]

- Sein Mitkönig Archelaos oder ein gewisser Archidamidas soll zu jenem, der den sanftmütigen Charillos lobte gesagt haben, warum sollte dieser ein rechtschaffender Mann sein, wenn er noch nicht einmal gegen Übeltäter Strenge walten lässt.[15]